# Stylus

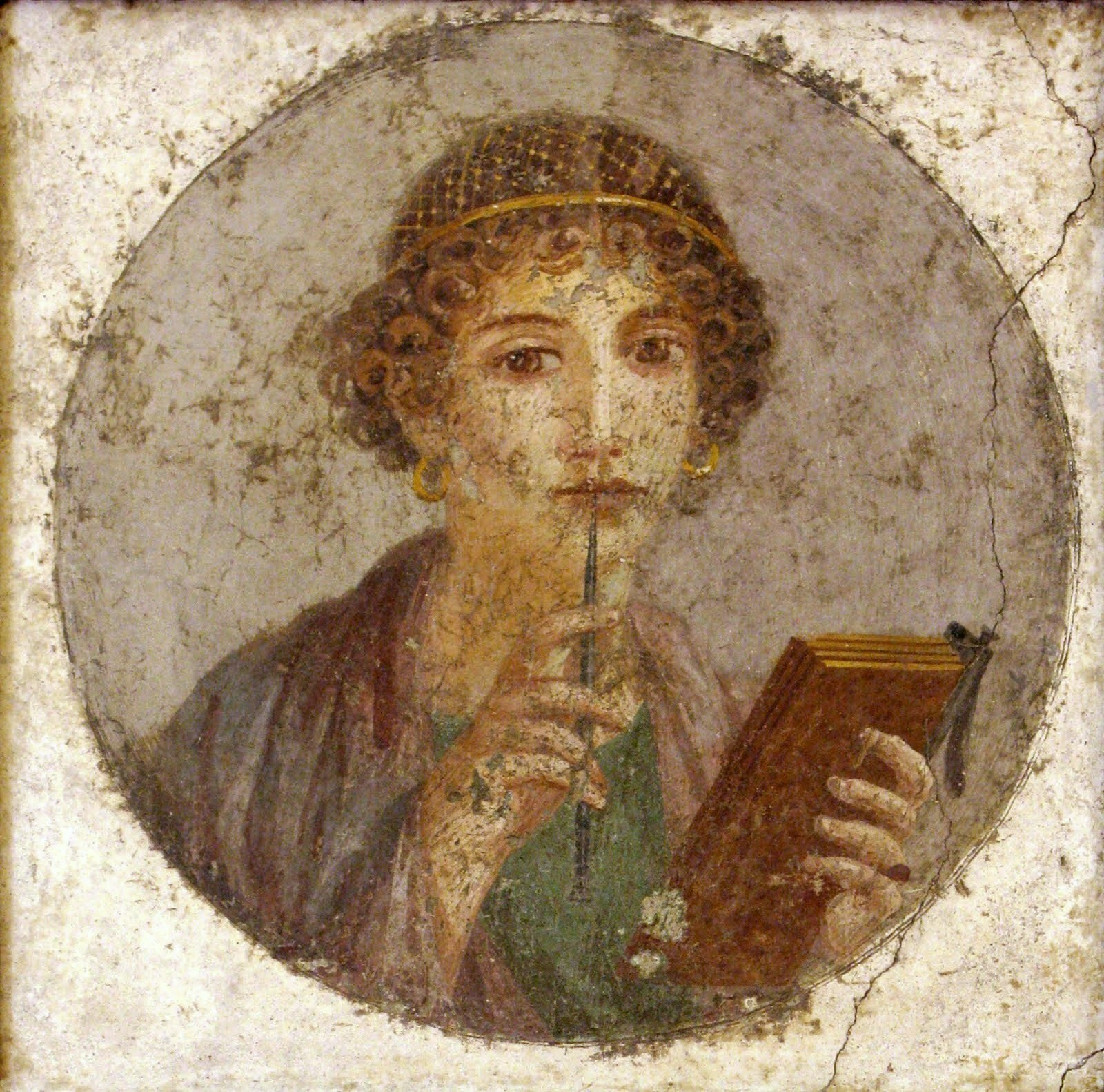
Flicka med vaxtavla och stylus, Pompeji.

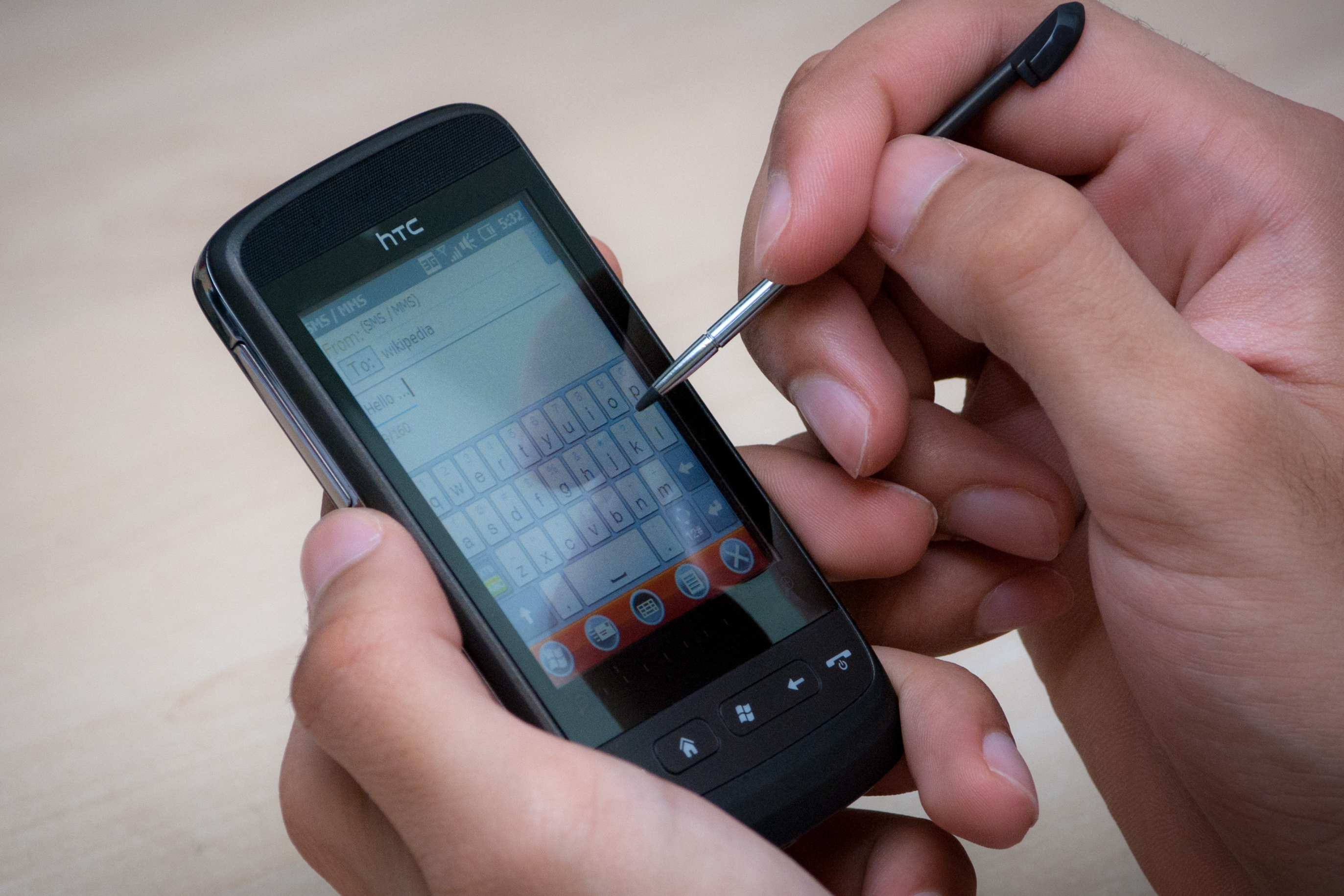
"Modern" stylus.

Stylus eller stilus  är ett antikt skrivdon  som är spetsigt i främre änden och användes för att rista in bokstäver i vaxtavlor. Bakre änden var bred och platt eller förtjockad och användes för att utplåna det skrivna med.
I modernare mening är stylus en pekpenna som man använder för att peka på en pekskärm.

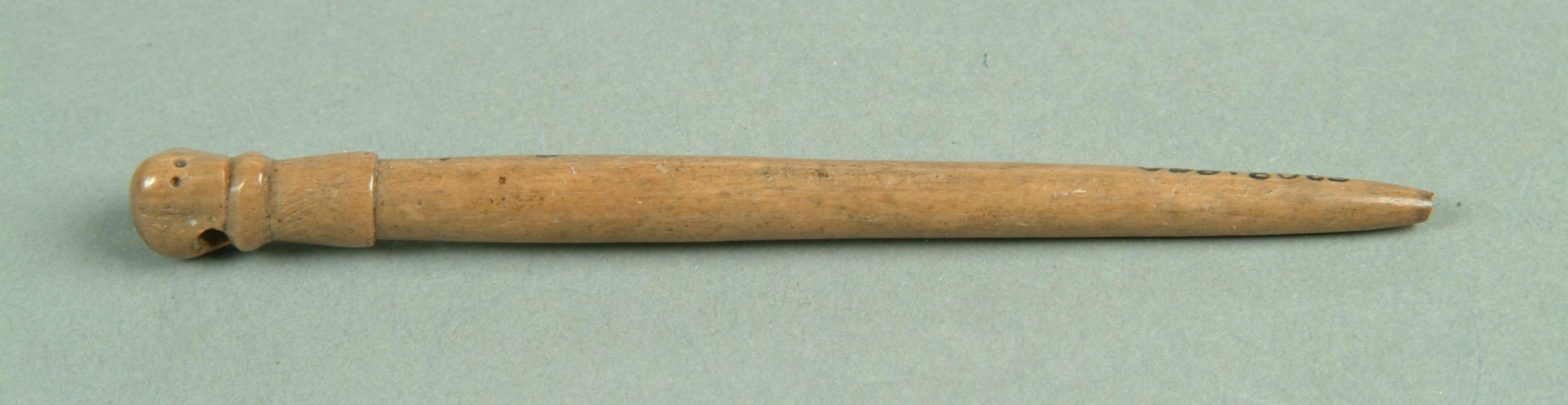
Vikingatida stylus för skrift på vaxtavla funnen i Birka, prydd av en dödskalle i bakre änden.